# Parafia św. Anny w Dąbrówce Kościelnej
Parafia pw. św. Anny w Dąbrówce Kościelnej – rzymskokatolicka parafia należąca do dekanatu Szepietowo, diecezji łomżyńskiej, metropolii białostockiej. Siedziba parafii mieści się w Dąbrówce Kościelnej.

## Zasięg parafii
Do parafii należą wierni z następujących miejscowości: Dąbrówka Kościelna, Kostry-Litwa, Moczydły-Stanisławowięta, Nowe Gierałty, Nowe Szepietowo Podleśne, Pułazie-Świerże Kolonia,  Pułazie-Wojdyły, Stawiereje-Michałowięta, Stawiereje Podleśne, Szepietowo-Janówka Kolonie,  Szepietowo Podleśne, Szepietowo-Wawrzyńce wieś i ODR,  Średnica-Pawłowięta, Wojny-Izdebnik, Wojny-Piecki, Wojny-Pogorzel, Wyszonki-Posele.
1 grudnia 1985 część wiernych parafii Dąbrówka Kościelna została przeniesiona do nowo powstałej parafii Szepietowo.  

## Historia
31 maja 1520 r. Marcin i Aleksander Woynowie wraz z braćmi rodzonymi Piotrem oraz Maciejem, Jakubem Abrahamem i Piotrem Szepietowskim nadali kościołowi w Dąbrówce 2 włóki ziemi – jedną ofiarowali Woynowie, a drugą Szepietowscy. Zezwolili plebanowi na budowę na tych gruntach karczmy, wykopanie sadzawki itd. Pleban miał wybierać dziesięcinę z dworu i dwóch wsi Wojny, ze trzech wsi Szepietowo, Gierałtów, Średnicy–Małej, Wojen– Piecek, Zalesia, Stawierejów, jednego i drugiego Izdebnika. Fundacja zyskała zatwierdzenie Konsystorza Janowskiego 8 marca 1528 r. Zachowała się kopia z oblaty w Księgach grodzkich brańskich z 25 października 1660 r. 

## Kościół parafialny
Obecny kościół został wzniesiony w 1875 r. według projektu arch. Leandra Marconiego, z poprawkami wzniesionymi przez arch. Stanisława Kucharzewskiego, ówczesnego budowniczego powiatowego w Wysokiem Mazowieckiem. Budowany z fundacji Aleksandra Kierznowskiego, właściciela majątku Szepietowo Wawrzyńce oraz parafian, staraniem ks. Jana Krassowskiego. Jest to kościół  neoklasycystyczny murowany z cegły, tynkowany, elewacja frontowa zwrócona na wschód. 26 lipca 2014 roku kościół został konsekrowany.  

## Działalność parafialna
Księgi metrykalne
Zachowane księgi metrykalne z parafii Dąbrówka Kościelna są opracowywane w formie bazy indeksów nazwisk i udostępniane w formie internetowej wyszukiwarki nazwisk przez grupę projektpodlasie.
| Liber Baptisatorum | 1613-1918            |
| Liber Copulatorum  | 1664-1918            |
| Liber Mortuorum    | 1720-1790, 1795-1918 |

Proboszczowie pracujący w parafii (od roku 1541)
- ks. Jan (20.06.1541-6.11.1542)
- ks. Wojciech Boratyński (26.11.1633-25.01.1634)
- ks. Leonard Moczydłowski (28.09.1636-21.01.1662), zm. 3.02.1663?
- ks. Szymon Żebrowski (26.01.1664-2.11.1703, 1688, 1700)
- ks. Adam Jan Wyszyński (10.03.1706,15.01.1712), zm. 12.10.1732
- ks. Maciej Wyszyński (17.11.1732), zm. 15.12.1778
- ks. Franciszek Dąbrowski (16.05.1779-22.11.1790)
- ks. Franciszek Jabłoński (1787, 1791, 24.02.1794-6.02.1804)
- ks. Szymon Idźkowski (2.02.1806,1811,1816,1824,1825), zm. 10.05.1827
- ks. Kazimierz Łopiński (ie) (21.02.1827-13.06.1851,1834,1847)[7].
- ks. Jan Krassowski (1848, 29.07.1857, 1860)
- ks. Sokołowski (20.06.1916)
- ks. Konstanty Ostrowski (23.02.1924, 1924-1945), zm. 20.10.1945
- ks. Czesław Ostrowski (1945-1955)
- ks. Wacław Olender (1955-1958)
- ks. Jan Rogowski (1958-1976), zm. 10.04.1986
- ks. Bogusław Targoński (1976-1998)[8].
- ks. Mieczysław Dworakowski (1.07.1998-2009), zm. 23.03.2012
- ks. Grzegorz Śniadach (08.2009-12.07.2019)
- ks. Stanisław Śliwowski (od 13.07.2019-)

Kantorzy pracujący w parafii
- Andrzej Przedworewski (19.08.1647,19.06.1652)
- Marcin (16.11.1650,3.02.1651)
- Bartłomiej Wiśniewski (1673)

Organiści pracujący w parafii
- Jan Kamieński (1673-1674)
- Ludwik Bietkowski (5.09.1708-18.03.1712)
- Mateusz Berkowski (27.01.1730-30.03.1742)
- Paweł Malewski  (10.09.1743,1.03.1758)
- Szymon Górski  (1.06.1747-10.01.1752, 1753)
- Grzegorz Gierałtowski (6,12.12.1772,28.11.1788), zm. 28.03.1789
- Antoni Wróblewski (7.05.1807-3.03.1821)
- Jakub Pianowski (23.11.1845)
- Ambroży Święczkowski (30.01.1858-14.11.1865)

## Galeria

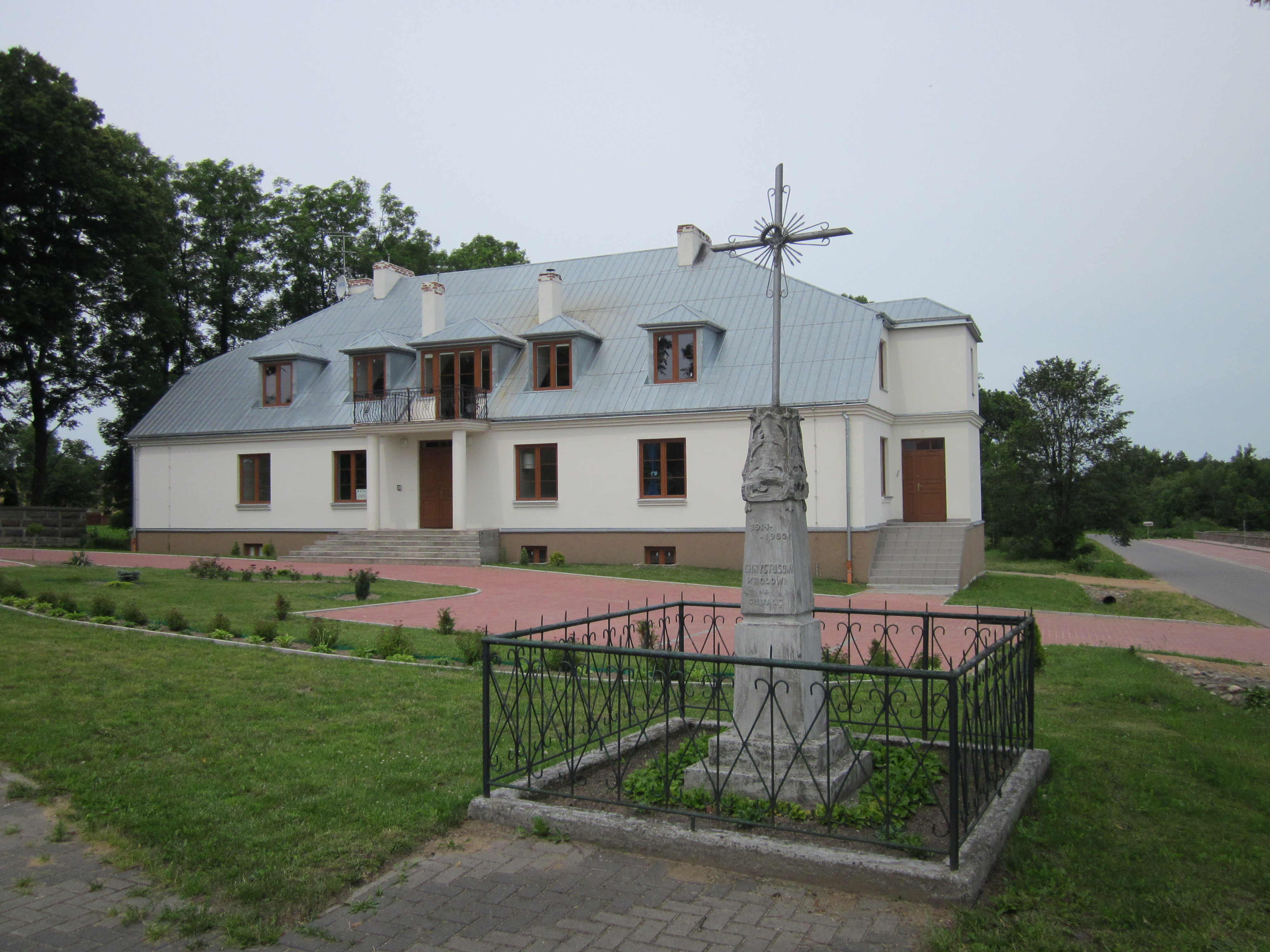
Dom parafialny
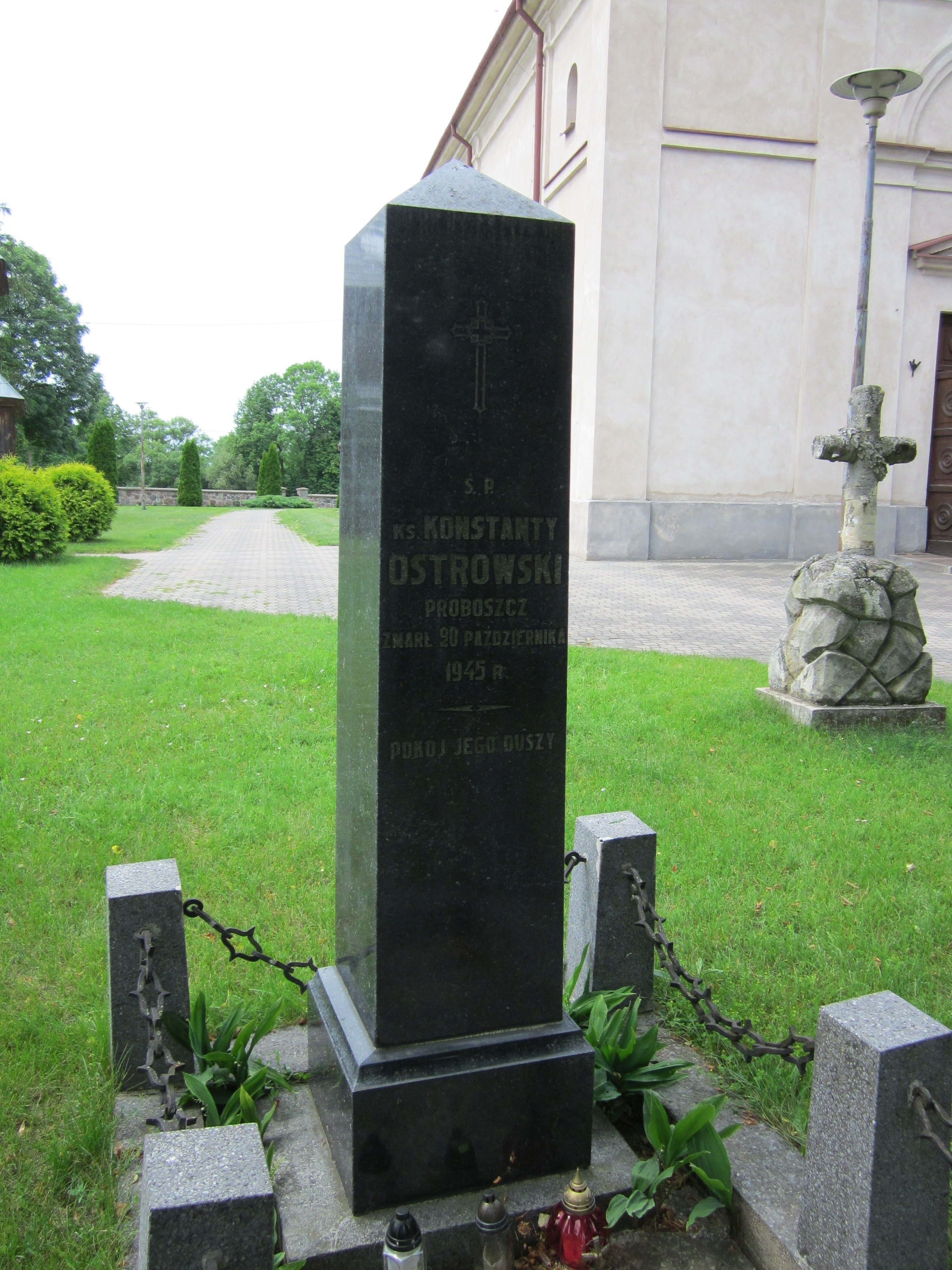
Nagrobek ks. Konstantego Ostrowskiego
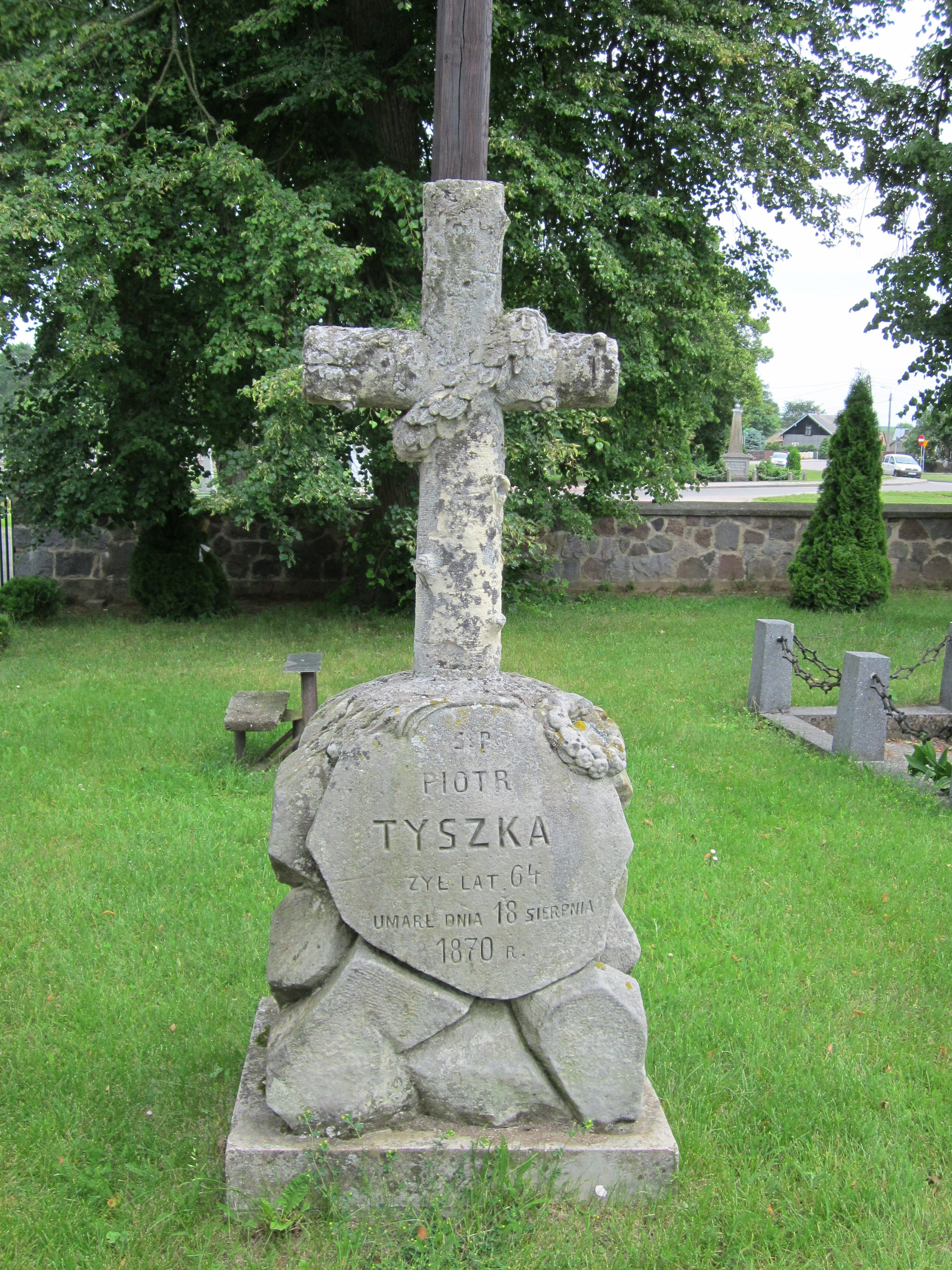
Nagrobek Piotra Tyszki
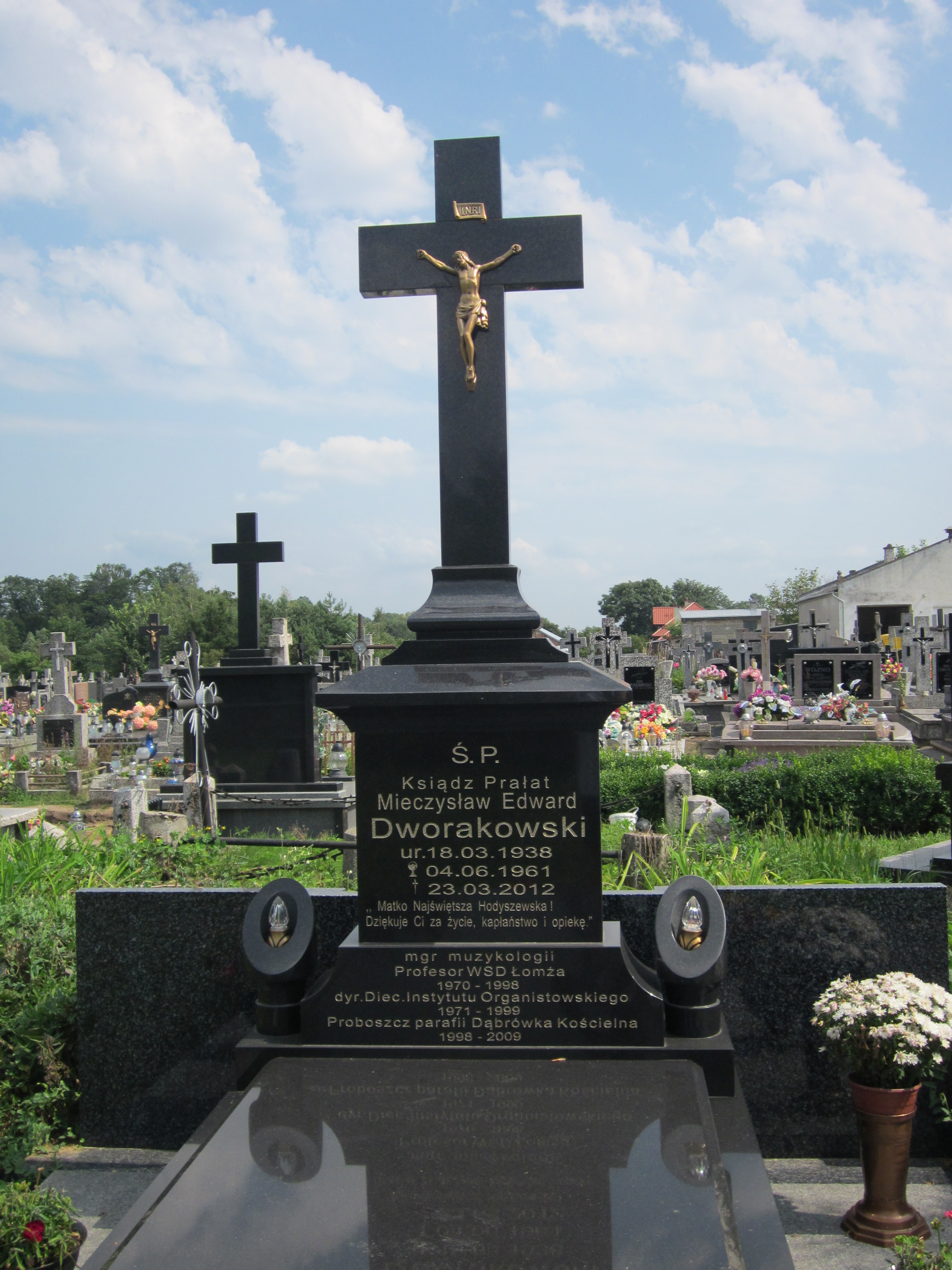
Nagrobek ks. Mieczysława Edwarda Dworakowskiego